# Cuscohigrina
Cuscohigrina  es una pirrolidina alcaloide que se encuentra en la coca. También se puede extraer de plantas de la familia de las solanáceas, así, como Atropa belladonna (belladona), Datura inoxia y Datura stramonium (estramonio). Cuscohigrina, por lo general, viene con otros alcaloides, más potentes como la atropina o la cocaína.
Cuscohigrina (junto con el relacionado metabolito higrina ) fue aislado por primera vez por Carl Liebermann en 1889 como un alcaloide que acompaña a la cocaína en las hojas de coca.
Cuscohigrina es un aceite que puede destilarse sin descomposición sólo en vacío. Es soluble en agua. También forma un hidrato tri cristalino, que funde a 40-41 °C.